# 제이미 드레이븐
제이미 드레이븐(Jamie Draven, 1979년 5월 14일 ~ )은 잉글랜드의 배우이다.

## 출연 작품
- 빌리 엘리어트